# Dunsmore Jaguar
Der Dunsmore Jaguar Special war ein zweisitziger Sportwagen von Dunsmore Motor Traction aus Stretton-on-Dunsmore in England. Das Unternehmen stellte zwischen 1984 und 1996 etwa 14 Fahrzeuge her, davon einige mit Jaguar-Motor.

## Beschreibung
Die Basis bildete ein Leiterrahmen. Auf ein Karosseriegerüst aus Stahlrohren wurden Paneele aus Sperrholz oder Stahl montiert. Die offene Roadsterkarosserie im Stil der 1930er-Jahre bot Platz für zwei Personen. Ein Sechszylindermotor mit 3,8 Liter Hubraum von Jaguar Cars trieb das Fahrzeug an. Das Getriebe hatte vier Gänge plus Overdrive. Die 13″-Trommelbremsen stammten aus dem Jaguar XK 140.

## Bildergalerie

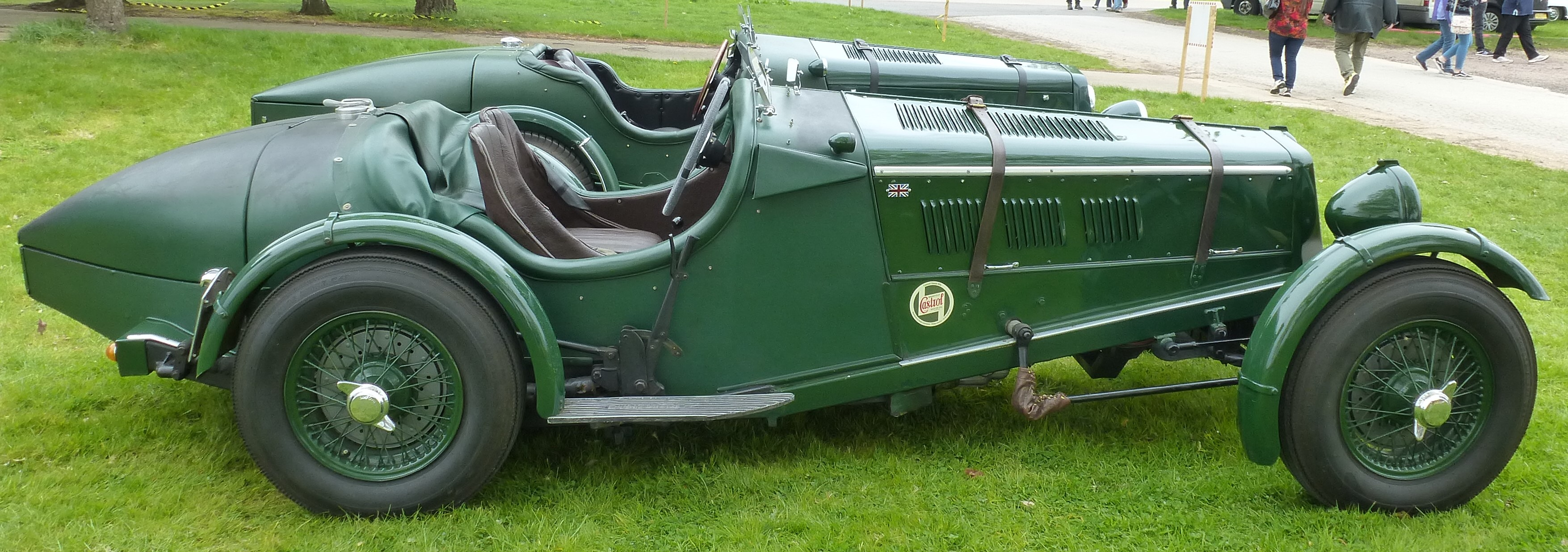
Seitenansicht
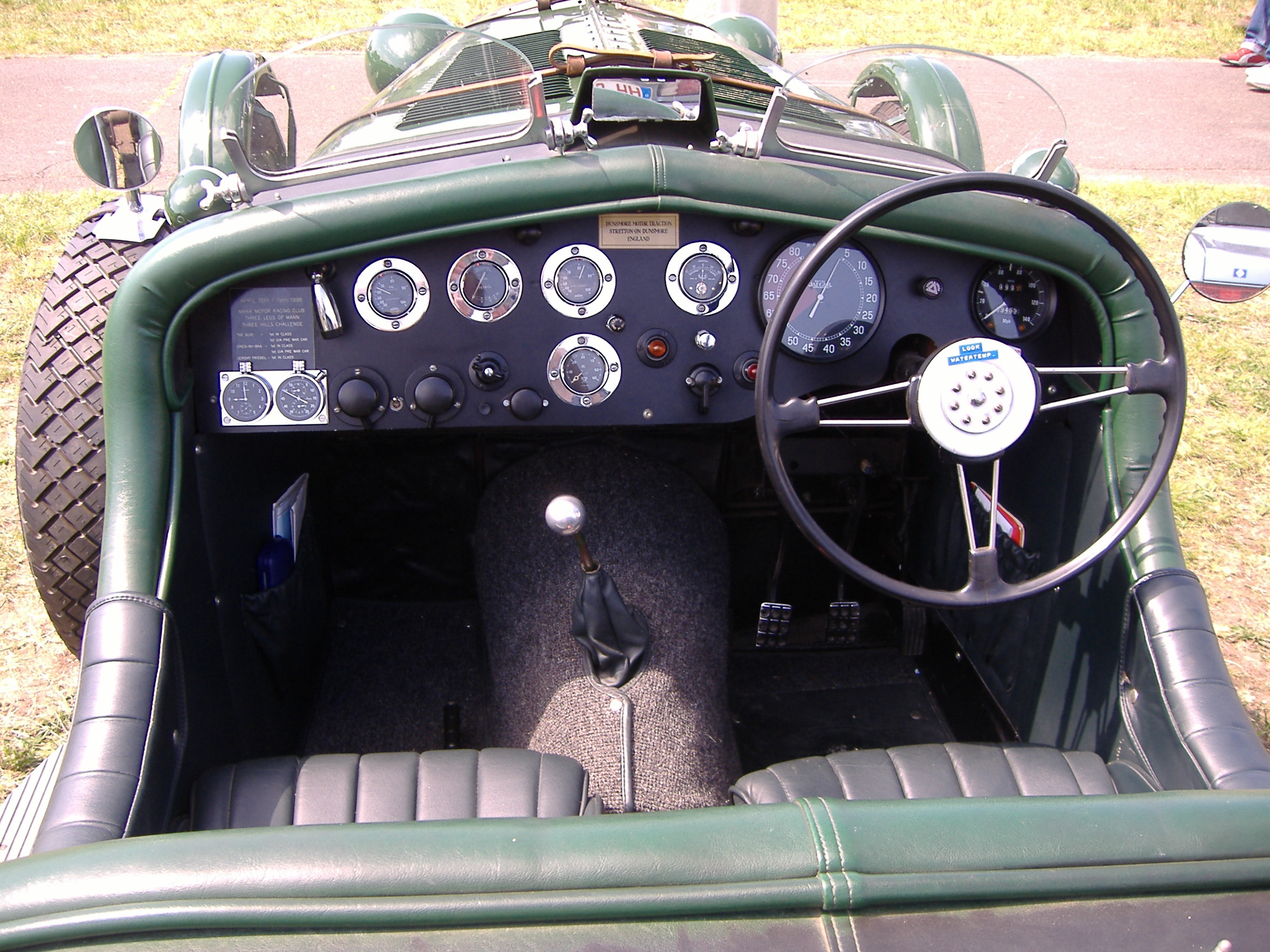
Cockpit
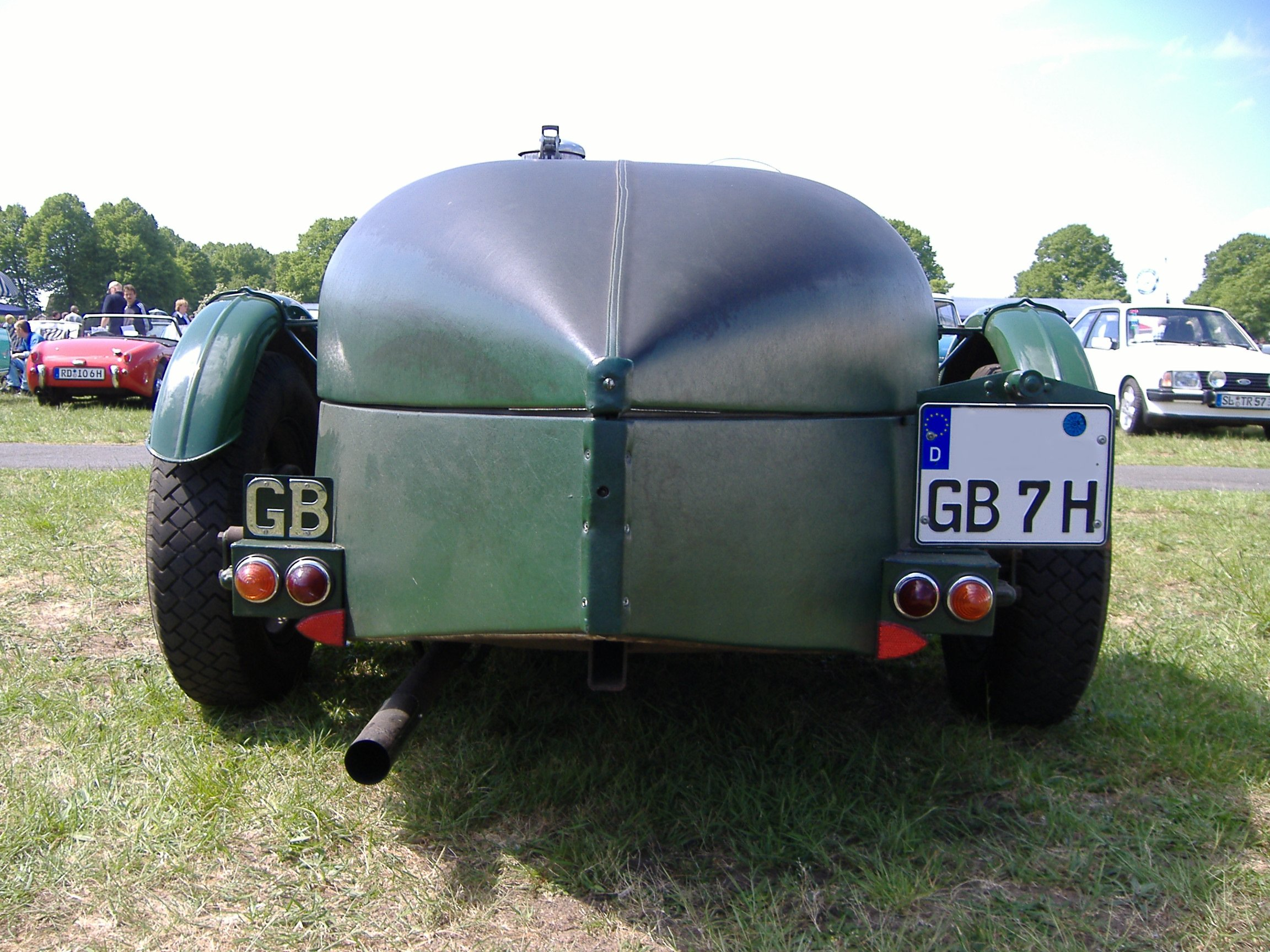
Heckansicht